# Hôpital Richaud
L'hôpital Richaud, autrefois hôpital royal de Versailles, est un monument historique complètement restauré et transformé depuis 2015 en logements, commerces et locaux pour professions libérales.

## Localisation
L'hôpital est situé dans le quartier Notre-Dame dans le centre de Versailles près de la gare Rive-Droite. Il est situé à proximité de l'église Notre-Dame, du musée Lambinet ainsi que du lycée Hoche et de l'établissement scolaire privé Saint-Jean-Hulst. 
Deux parkings souterrains ont été creusés de part et d'autre de l'édifice, l'un sous le boulevard de la Reine nommé « Reine-Richaud » et géré par Urbis Park, au niveau de la rue du Maréchal-Foch, et l'autre sous la place du marché Notre-Dame, géré par Indigo. Ils sont accessibles aux personnes à mobilités réduites et offrent des tarifs globalement similaires,.

## Évolution au fil du temps

### Destination initiale
Cet hôpital a une longue histoire puisqu'à son origine se trouve la Maison de la charité créée par Louis XIII en 1636. Le bâtiment actuel a été construit sous la direction de l’architecte Charles François Darnaudin, qui utilisa les plans dessinés par Ange-Jacques Gabriel. Les travaux de construction de l'hôpital Royal de Versailles s’étalèrent de 1781 à 1859 sur une longue période de près de 80 ans, et furent suspendus du fait de la Révolution.
D’abord modeste « maison de charité » tenue par les Filles de Saint-Vincent de Paul, l’établissement a vu sa fréquentation de malades croitre au fil des ans, jusqu'aux années 1960. Pour répondre à l’augmentation des besoins, des extensions furent construites, sans suivre de plan précis ni défini à l'avance, d’où une certaine confusion dans l’organisation générale et la présence de différents styles, sans toutefois dénaturer les structures architecturales de manière irréversible.
La chapelle, ainsi que les façades et les toitures des bâtiments hospitaliers, font l’objet d’un classement au titre des monuments historiques depuis le 22 juillet 1980.

### Abandon (1981-années 2010)
Après le transfert des activités vers le site de l'hôpital Mignot en 1981, le site connaît de longues années d’abandon.
Il est repris par le ministère de la Justice afin d'en faire une annexe de la cour d'appel mais le projet ne se fait finalement pas.

### Projet de rénovation
En novembre 2009, la société OGIC rachète la quasi-totalité de l'hôpital royal de Versailles à l'État via la commune afin de le transformer en logements (dont 20 % de logements sociaux), en commerces et en jardins. Il prévoit également des surfaces de bureaux et l'implantation d'une crèche municipale ainsi qu'un espace culturel dans l'ancienne chapelle désaffectée, qui restera propriété de la ville de Versailles.
Afin d'ouvrir cet édifice sur les quartiers qui l'entourent, les jardins sont ouverts au public pendant la journée, de même que les voies piétonnes et cyclables qui traverse ce nouvel ensemble. Une partie des bâtiments construits plus tard que l'hôpital d'origine ont été détruits car de nombreux incendies les avaient dégradés. Entre 2013 et 2014, le promoteur privé élève de nouveaux bâtiments sur le même emplacement. Ces nouvelles constructions étaient nécessaires pour financer la restauration des bâtiments historiques, extrêmement couteuse. Les logements ont trouvé preneurs très rapidement puisqu'en moins d'un week-end, ils étaient tous vendus.

### Aujourd'hui
L'ouverture aux public de l'ensemble du Carré des Siècles, nouveau nom donné à l'ensemble immobilier, s'est faite en avril 2015 par le maire de Versailles François de Mazières.
Depuis sa rénovation initiée en 2009, l'hôpital a désormais des façades jaune pâle. Le principal souci a été de conserver au maximum le bâtiment d'origine, en gardant dans la mesure du possible les anciennes structures. Bâtiment désormais privé avec une ouverture au public sur ses jardins, l'hôpital dispose de logements sociaux et étudiants. 

#### Commerces
Les commerces ayant pris place dans le nouvel ensemble sont au nombre de six : une franchise Apple, une boutique d'alimentation biologique Bio C'Bon, un magasin de vente de produits culturels Gibert Joseph, une enseigne de prêt-à-porter La Halle, dédiée également aux chaussures, et un commerce de décorations, « Les sœurs Grene du Danemark ».

#### Culture
La chapelle rénovée, devenue l'Espace Richaud, accueille désormais des expositions, la plus importante à cette date étant celle consacrée au Petit Prince, ainsi que des pièces de théâtre dans le cadre du Mois Molière.
Liste des expositions
- janvier-avril 2022 : « Molière, la fabrique d'une gloire nationale (1622-2022) »[14].
- février-avril 2025 : « Zola photographe »[15].

## Galerie

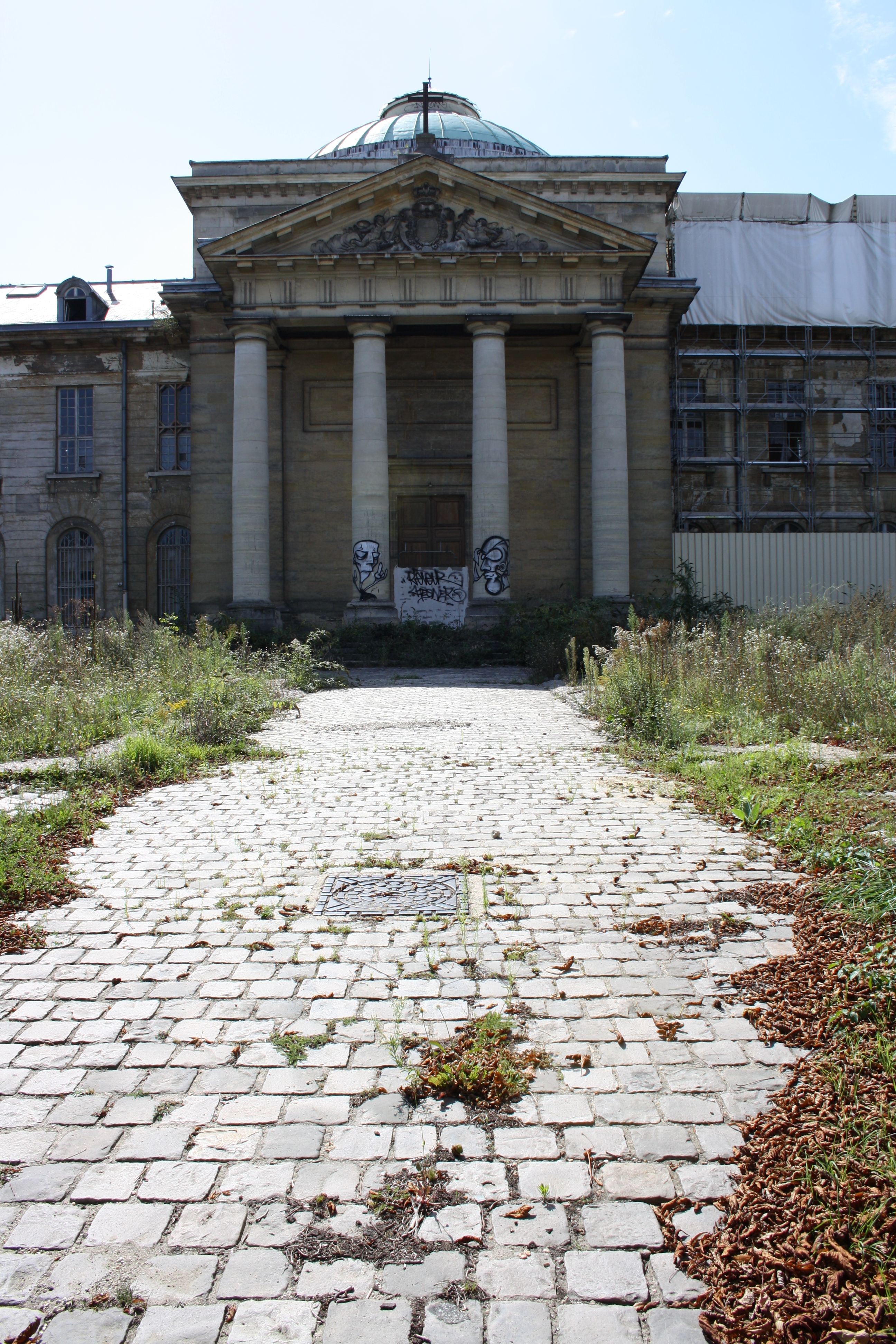
L'hôpital en 2011, alors abandonné.
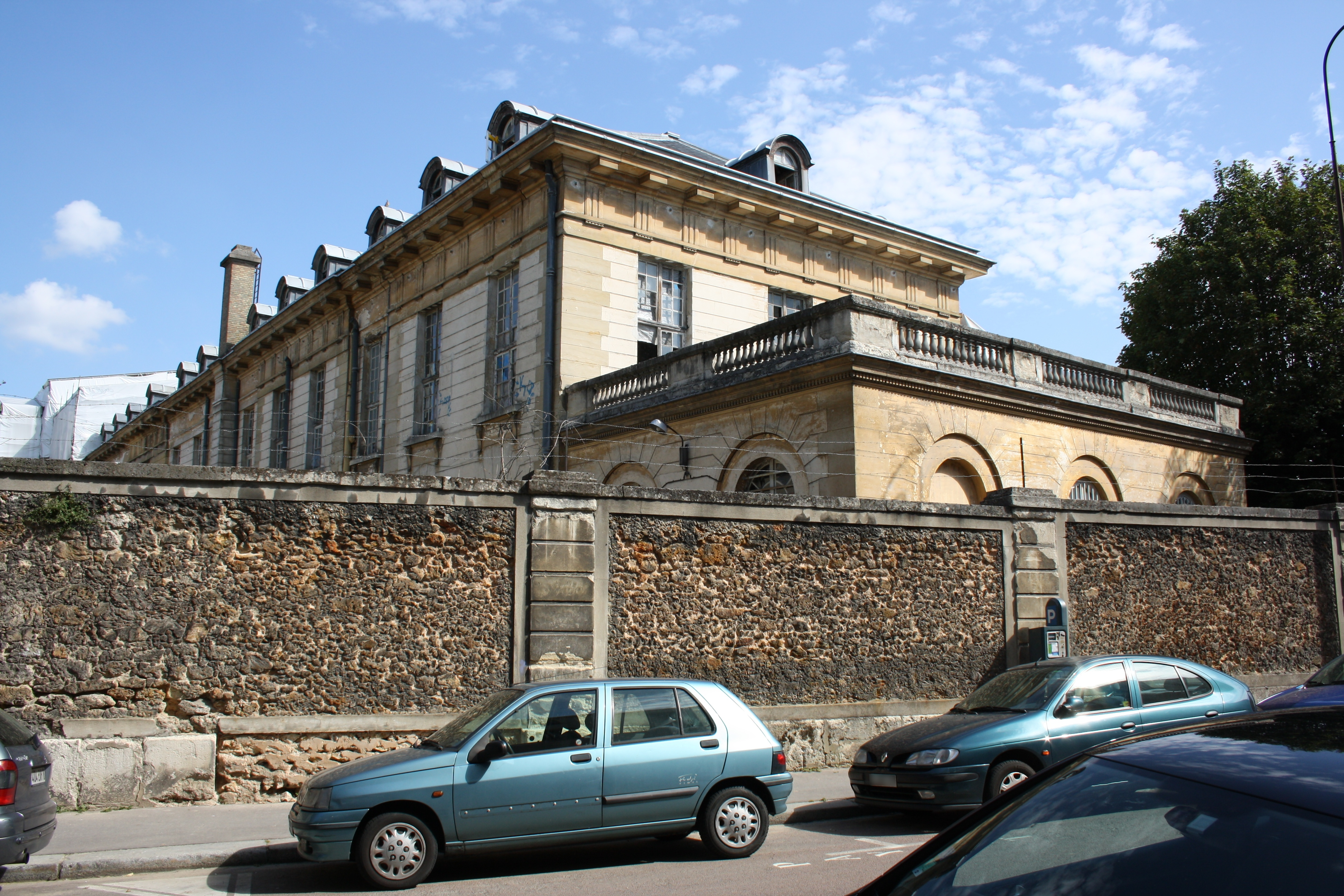
L'hôpital depuis la rue Richaud avant sa restauration.
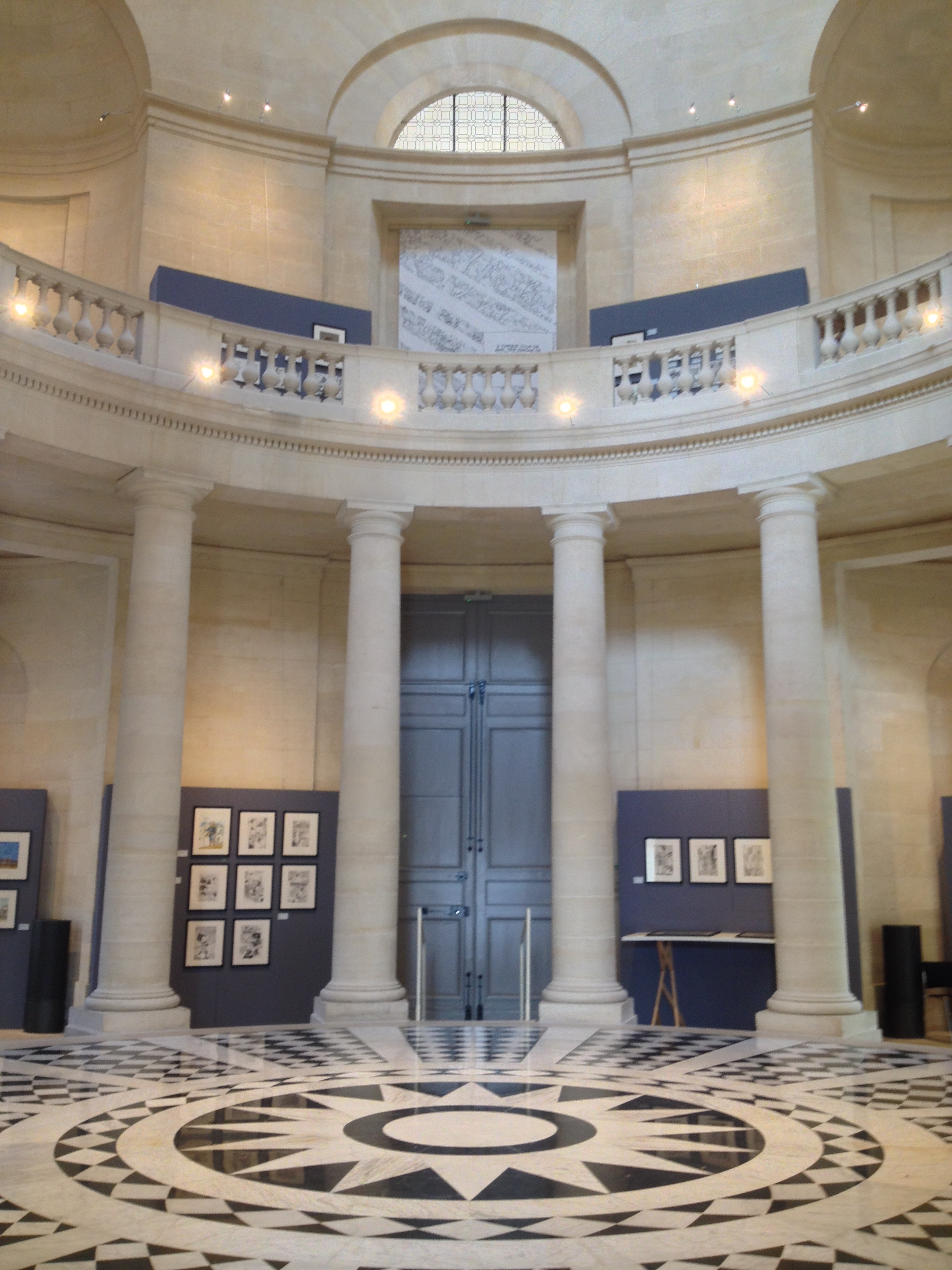
Espace Richaud, lors d'une exposition 2016.
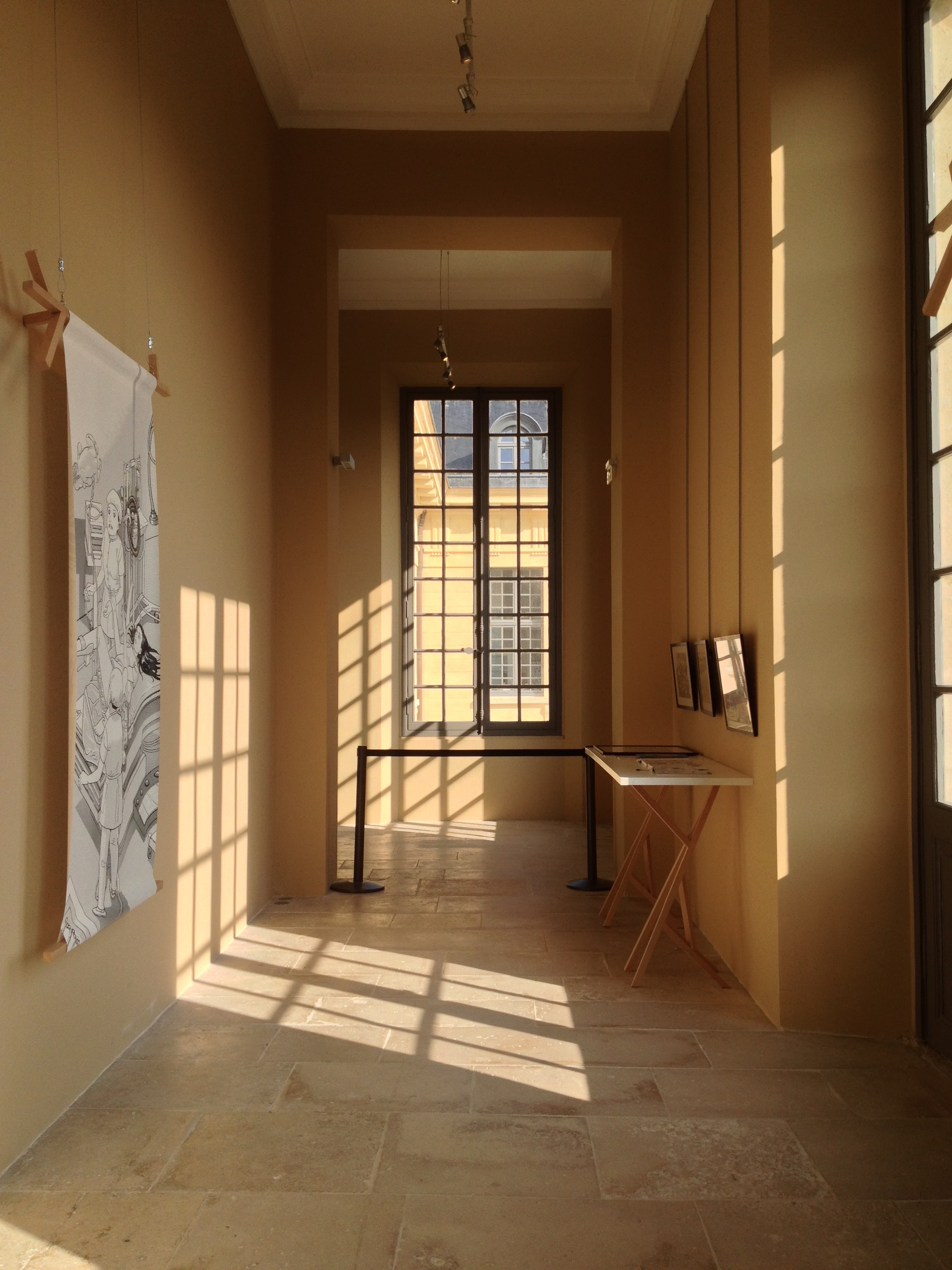
Dans un couloir de l'Espace Richaud, lors d'une exposition en 2016.

## Controverses
Dans le cadre de la sauvegarde de cet ensemble, un processus complexe de rachats des terrains par différents acteurs (l'État, le ministère de la Justice, la ville de Versailles ou encore les promoteurs immobiliers) a provoqué des accusations de mauvaise gestion et de gaspillage de biens publics par Henry de Lesquen à l'encontre du maire François de Mazières, à l'approche des élections municipales de 2014.